# Richard Ridings
Richard John Ridings (Henley-on-Thames, 19 settembre 1958) è un attore britannico. È noto per aver doppiato diversi personaggi in serie TV, in particolare per il Mentore nei videogiochi Dungeon Keeper.
Sua figlia è la cantante Freya Ridings.

## Filmografia parziale
- Chi ha incastrato Roger Rabbit (1988)
- Highlander - serie TV, 2 episodi (1997)
- The Messenger: The Story of Joan of Arc (1999)
- Relic Hunter – serie TV, episodio 1x21 (2000)
- I fratelli Grimm e l'incantevole strega (2005)
- Oliver Twist (2005)

## Videogiochi
- Dungeon Keeper 1 e 2, Il Mentore
- War for the Overworld, Mendechaus

## Doppiatori italiani
- Alessandro Rossi in Chi ha incastrato Roger Rabbit
- Carlo Marini ne I fratelli Grimm e l'incantevole strega
- Paolo Marchese (attuale) e Riccardo Lombardo (seconda stagione) in Peppa Pig